# Lee Miller

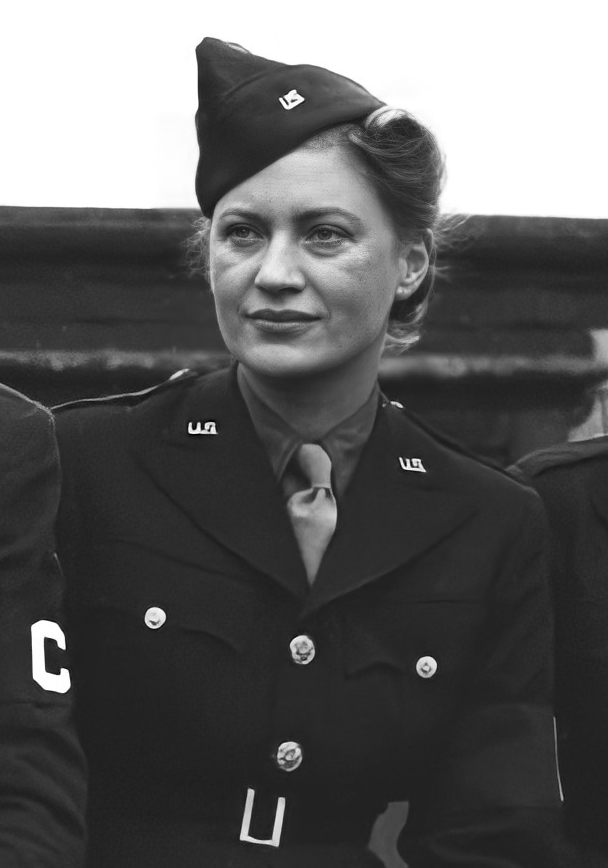
Lee Miller, 1943

Elizabeth „Lee“ Miller, Lady Penrose (* 23. April 1907 in Poughkeepsie, New York, USA; † 21. Juli 1977 in Chiddingly, East Sussex, England), war ein US-amerikanisches Fotomodell, Porträt- und Modefotografin, wichtige Vertreterin der surrealistischen Fotografie und Fotojournalistin. Als Kriegsfotografin lieferte Miller Bilddokumente vom London Blitz und von der Invasion der Alliierten bis zum Ende des Zweiten Weltkriegs, dokumentierte die Befreiung der Konzentrationslager Buchenwald und Dachau und schrieb als Kriegsberichterstatterin Reportagen für die amerikanische und britische Vogue. Ihre Fotografien werden zu den wichtigen Fotoarbeiten des 20. Jahrhunderts gezählt. Ihre selbstinszenierten Fotografien 1945 in Hitlers Badewanne, die sie mit David E. Scherman realisierte, bekannt unter dem Titel Lee Miller in Hitlers Badewanne, zählen zu den berühmtesten ihrer Bildwerke. Miller gilt als »Ikone weiblicher Selbstbestimmung und unerschrockene Pionierin.«

## Leben und Wirken

### Kindheit und Jugend
Elizabeth Miller wurde 1907 als Tochter des Maschinenbauingenieurs Theodore Miller und der kanadischen Krankenschwester Florence Miller geborene MacDonald in Poughkeepsie geboren. Sie war das Mittlere von drei Kindern, hatte einen älteren Bruder, John, und einen jüngeren, Erik. Ihr Vater war ein begeisterter Amateurfotograf. Er porträtierte Lee in jungen Jahren nackt. Sie erlitt ein traumatisches Kindheitserlebnis, als sie als 7-Jährige vom Sohn einer befreundeten Familie sexuell missbraucht wurde. Sie wurde dabei mit Gonorrhoe infiziert.
In der Schule war sie eine unangepasste Schülerin. 1926 schrieb sie sich in der New Yorker Art Students League ein, um Bühnenbild und Theaterbeleuchtung zu studieren. Im selben Jahr entging sie einem Autounfall in Manhattan, bei dem sie beinahe vor ein herannahendes Fahrzeug gelaufen wäre. Im letzten Moment wurde sie von einem Passanten zurückgezogen, der ihr damit das Leben rettete. Es war zufällig der Verleger Condé Nast, der die Zeitschriften Vanity Fair und Vogue herausgab. Nast war fasziniert von Millers aparter Erscheinung und ihrer eleganten Kleidung – zudem sprach sie Französisch – und so bot er ihr spontan einen Vertrag als Fotomodell an.
Lee Miller war eine kühl und entschlossen handelnde Frau und für rasche Entschlüsse und überraschende Kehrtwendungen in ihrem Leben bekannt. Über sich selbst schrieb sie einmal:

„Aus irgendeinem Grund möchte ich immer lieber woanders hin.“

### Modellkarriere und Ausbildung zur Fotografin
Ab 1927 arbeitete Lee Miller in den USA zunächst als Fotomodell für Vogue mit renommierten Fotografen wie Edward Steichen, Arnold Genthe und George Hoyningen-Huene. Als 20-Jährige war sie, gezeichnet vom Künstler Georges Lepape, auf dem Cover der amerikanischen Vogue zu sehen. Laut den Einschätzungen von Kathrin Baumstark, Direktorin des Bucerius Kunst Forums Hamburg und ihrer Enkeltochter, Ami Bouhassane, war Lee Miller damals das, was man heutzutage als Supermodel bezeichnen würde. 1929 reiste sie nach Paris, das sie bereits als 18-Jährige 1925 gemeinsam mit ihrer Französischlehrerin und einer zweiten Anstandsdame ein erstes Mal besucht hatte. Sie schloss sich der progressiven Kunstszene – insbesondere den Surrealisten an und traf auf den Maler, Filmemacher und Fotografen Man Ray, ein Empfehlungsschreiben von Edward Steichen in der Tasche, wurde seine Schülerin, lernte bei ihm das fotografische Handwerk von Grund auf und war auch mit ihm liiert. Die technische Seite des Fotografierens und die Arbeit in der Dunkelkammer beherrschte sie bald.
Mit Man Ray entstand eine Vielzahl von gemeinsamen Fotoprojekten: so experimentierten beide mit den Möglichkeiten der Pseudosolarisation. Als kommerzielle Aufträge realisierten sie beispielsweise das Portfolio Electricité (1931), mit Miller als Modell, für die Pariser Elektrizitätswerke CPDE (Compagnie parisienne de distribution d’électricité).

### Fotografin und surrealistische Künstlerin
Nach der Trennung von Man Ray entschied sich Miller, selbstständig als Fotografin mit eigenem Studio in Frankreich zu arbeiten. Anfangs wirkte sie als Porträt- und Modefotografin; ihre Leidenschaft für metaphysisch-surreale Sujets und Stilelemente blieb indes ungebrochen, sie gehörte zum Pariser Surrealistenzirkel. Enttäuscht von Liebesbeziehungen wie auch von der auseinanderdriftenden Kunstszene in Paris, kehrte sie 1932 zurück nach New York, um bald erneut ein eigenes kommerzielles Fotostudio Lee Miller Studios, Inc., 8 East 48 Street, New York, zu eröffnen. Zwei Jahre arbeitete sie sehr erfolgreich als Fotografin in der Metropole, bis sie den vermögenden ägyptischen Geschäftsmann Aziz Eloui Bey kennenlernte, den sie 1934 heiratete. Um 1935 zog sie mit ihm nach Kairo. Beeindruckt von der kargen Wüstenlandschaft und den verlassenen Pharaonenstätten fotografierte sie Ruinen und Tempel. So entstand u. a. das bekannte Bild Portrait of Space.
Die Ehe mit Aziz Eloui Bey hielt nicht lange. 1937 begegnete Miller bei einer Reise nach Paris dem surrealistischen Künstler Roland Penrose, der in diesem Jahr von seiner Frau Valentine geschieden worden war. Er wurde später ihr zweiter Ehemann. Die beiden durchquerten gemeinsam halb Europa, und erneut entstanden Fotoarbeiten. Sie trafen Pablo Picasso, der sechs Porträts von Miller schuf. Ab 1938 fotografierte Miller regelmäßig für die surrealistische Zeitschrift London Bulletin. Miller wie auch Penrose gehörten zu der 1938 gegründeten ägyptischen Surrealistengruppe „Art et Liberté“. Die Gruppe, andere Mitglieder waren z. B. Amy Nimr und Georges Henein, verwendete den Begriff des „Entarteten“ als Auszeichnung und zeigte sich damit solidarisch mit den durch das Nazi-Regime verfolgten Künstlern. 1939 verließ Miller Ägypten, um mit Penrose kurz vor Ausbruch des Zweiten Weltkrieges nach London zu ziehen. Penrose wurde einberufen, und Miller kehrte kurzzeitig als Fotografin für die amerikanische Ausgabe des Magazins Vogue nach New York zurück.

### Modefotografin und Fotojournalistin
1940 wurde Lee Miller von der Vogue als Modefotografin eingestellt. Sie dokumentierte 1940 und 1941 „The Blitz“, die Bombardierung von Großbritannien, insbesondere London durch die deutsche Luftwaffe. Mit dem Bildmaterial realisierte sie ihren ersten Bildband Grim Glory: Pictures of Britain Under Fire; Edward Murrow verfasste den Begleittext. Für die Frauenzeitschrift bearbeitete Miller Frauenthemen, Frauen, die in der Kriegszeit für die Armee aktiv waren. Ihre erste Reportage als Fotojournalistin handelte von Krankenschwestern in der US-Armee. Gemeinsam mit dem Time-Life-Fotografen David E. Scherman fotografierte sie Frauen des Königlichen Marinediensts. Zusammen mit ihm besuchte sie die weibliche Suchscheinwerfer-Einheit für eine Reportage. Ihre Fotografien erschienen sowohl in der britischen als auch in der amerikanischen Vogue.

### Kriegskorrespondentin

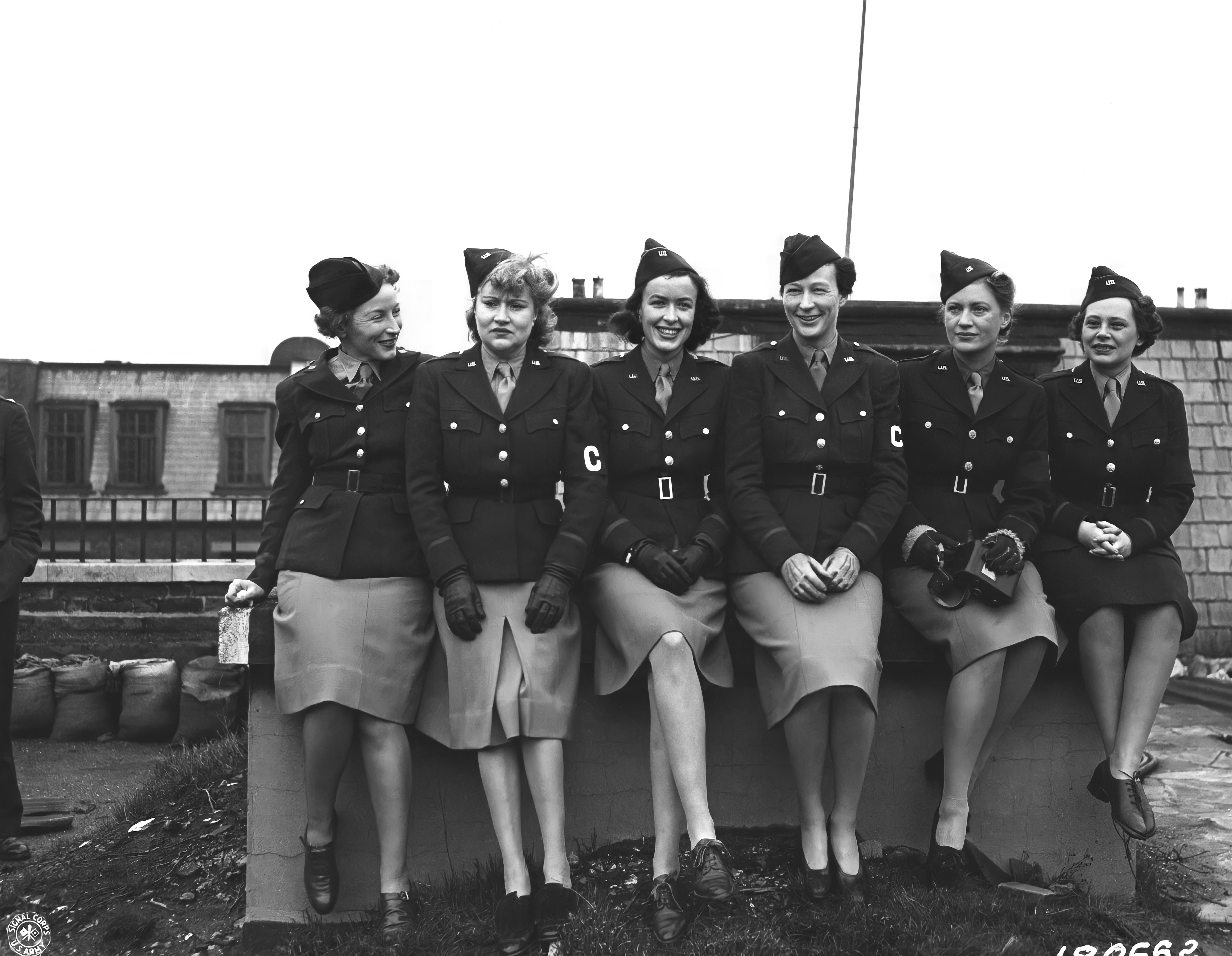
Kriegsberichterstatterinnen im Jahr 1943, v. l. n. r. Mary Welch, Dixie Tighe, Kathleen Harriman, Helen Kirkpatrick, Lee Miller, Tania Long, U.S. Army Center of Military History

Laut ihrem Presseausweis wurde sie Ende Dezember 1942 als eine von wenigen Frauen vom amerikanischen Kriegsministerium als Kriegskorrespondentin für den Condé Nast-Verlag akkreditiert und berichtete als offizielle Kriegsberichterstatterin für die Vogue von den Kriegsereignissen und den Konzentrationslagern in Europa. Die Filme entwickelte sie in einer improvisierten Dunkelkammer in ihrem jeweiligen Hotelzimmer.
Sie fotografierte 1944 bei der D-Day-Invasion in Frankreich. In der Schlacht um Saint-Malo hielt sie, zunächst unwissentlich, einen der ersten Einsätze von Napalm im Bild fest. Das Foto wurde in ihrem Artikel über die Befreiung von Saint-Malo, der in der amerikanischen und britischen Vogue erschien, nicht veröffentlicht. 1944 dokumentierte sie die Befreiung von Paris sowie des Elsass. Gemeinsam mit David E. Scherman, mit dem sie für kurze Zeit liiert war, reiste sie während mehrerer Monate durch Europa. Mitte April 1945 war sie Zeugin der Befreiung des Konzentrationslagers Buchenwald. Sie dokumentierte die Leichenberge und das Elend der Überlebenden. Weitere Kriegsberichterstattungen waren das Zusammentreffen am 25. April 1945 der US-Armee mit den sowjetischen Truppen in Torgau (siehe Elbe Day).
Millers Berichterstattung über die Befreiung des Konzentrationslagers Dachau am 29. April 1945 dokumentierte das Grauen über den Massenmord. Audrey Withers von der britischen Vogue sowie die amerikanische Vogue waren bereit, die Fotos zusammen mit ihrem Text zu veröffentlichen.

### In Hitlers Badewanne
Nach der Einnahme Münchens inszenierte sie sich in Hitlers Badewanne, in dessen Münchener Privatwohnung Prinzregentenplatz 16, Scherman fotografierte. »Es ist eine sorgsam inszenierte Aufnahme.« so die Einschätzung von Martin Oehlen und Petra Pluwatsch. »Wesentlich ist, wie medienreflexiv Lee Miller hier vorgeht. Sie inszeniert sich ja nicht nur in der Badewanne, sie drapiert auch ein Bild von Adolf Hitler am Badewannenrand und rückt ihre Militärstiefel in den Bildmittelgrund …« kommentiert Walter Moser, Chefkurator und Sammlungsleiter Abteilung Fotografie der Albertina. Sie »sitzt in einer Badewanne und wäscht sich. Mit kühlem Blick schaut sie aus dem Bildrahmen. Schließlich bemerkt man am linken Rand ein Hitler-Bild, dann die schweren dreckigen Stiefel, die vor dem gekachelten Bad stehen, die Uniform auf dem Stuhl, und man ahnt, dass es hier um viel mehr geht als um die schöne Frau.« so beschreibt Sophie Albers Ben Chamo die Fotografie in der Jüdischen Allgemeine. Zwei Varianten des Fotoshootings wurden unter dem Titel Lee Miller in Hitlers Badewanne dank der Veröffentlichungen ihres Sohnes in den 1980er Jahren weltberühmt. Die Fotografien entstanden am Tag von Hitlers Suizid, dem 30. April 1945. Miller und Scherman waren abends aus Dachau zurückgekehrt, wo sie die Gräuel im erst kürzlich befreiten Konzentrationslager dokumentiert hatten.

„Lee Millers Inszenierung in der Badewanne von Adolf Hitler ist wahrscheinlich das komplexeste und das schwierigste Bild in ihrem Œuvre.“

Miller fotografierte auch die Einnahme von Hitlers Berghof auf dem Obersalzberg am 4. Mai 1945. In der Juni-Ausgabe 1945 der amerikanischen und britischen Vogue erschien ihr Text mit ihren Fotografien unter dem Titel »Germans are like this«. Auf einer Doppelseite mit dem Untertitel „Believe it“ veröffentlichte die amerikanische Vogue auf der linken Seite Millers Foto eines Berges von ausgemergelten Leichen aus dem Konzentrationslager. Nie zuvor und nie danach wurde in der Vogue ein derartiges Bild in solch einem Kontext gezeigt. In der Juli-Ausgabe wurde ihr Scoop »Hitleriana« mit einem doppelseitigen Aufmacherfoto des brennenden Berghofs publiziert.
Miller prägte durch ihre Berichterstattung die Wahrnehmung der Zeit unmittelbar nach der Kapitulation stark. Sie war eine der Ersten, die Bilder vom zerstörten Deutschen Reich publizierte. Ihr Mitgefühl mit den Opfern der NS-Herrschaft, etwa Zwangsarbeiter und KZ-Häftlinge, kontrastierte stark mit ihrer Verachtung für die besiegten Deutschen. Diese seien „abstoßend in ihrer Unterwürfigkeit und ihrer geheuchelten Liebenswürdigkeit“, notierte sie.
Ihre Zeugenschaft während der Befreiung der Konzentrationslager Buchenwald und Dachau hinterließen bleibende Spuren in ihrer Psyche.

### Spätere Jahre

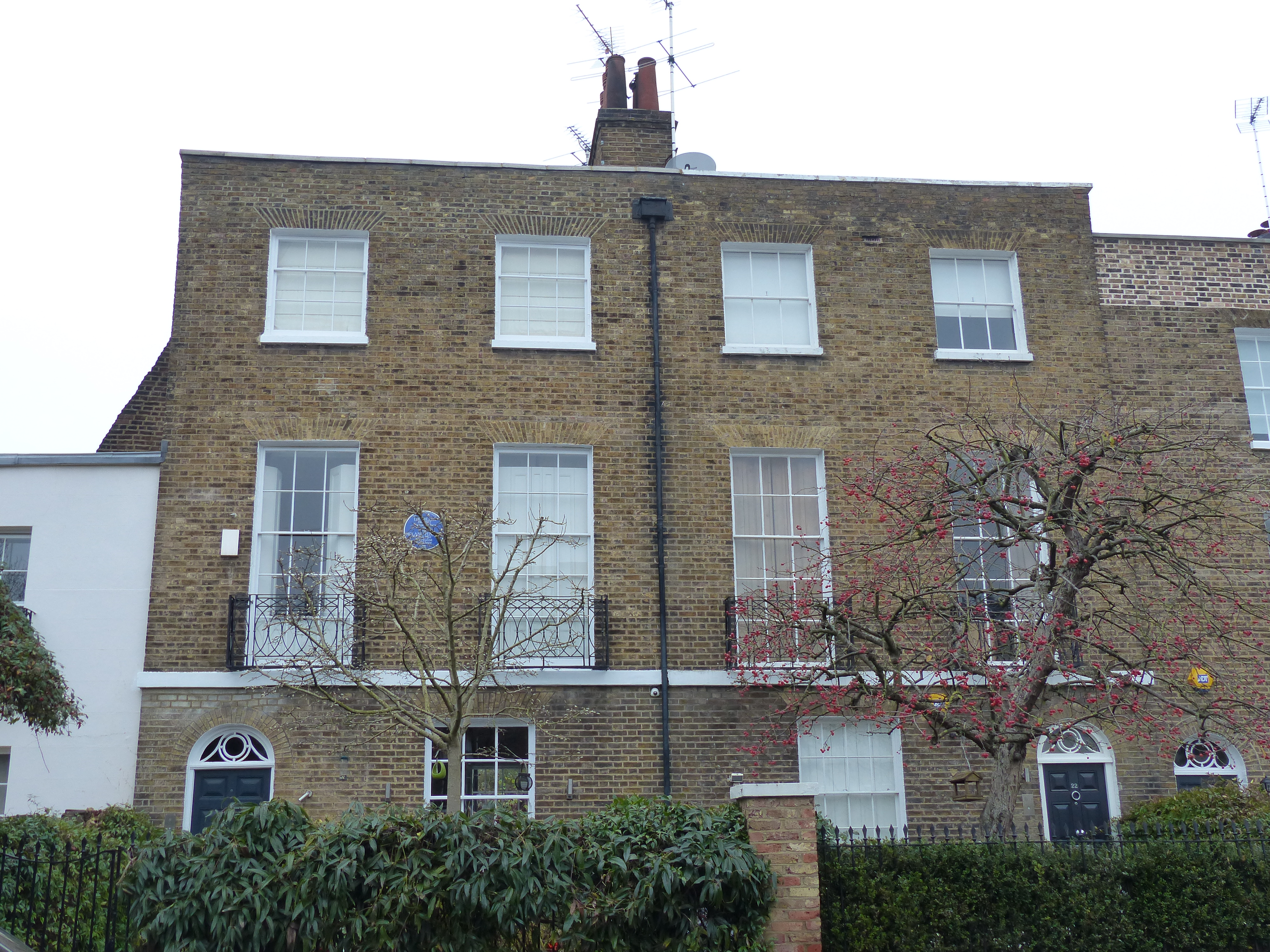
Farley Farm House im Jahr 2020

Nach Kriegsende zog sie sich vom aktiven Bildjournalismus zurück und heiratete am 3. Mai 1947 Roland Penrose. Das Paar bezog ein Cottage in der ländlichen Gegend Englands. Am 9. September des Jahres wurde der Sohn Antony geboren. 1949 zog die Familie in das Farley Farm House in Chiddingly. Noch in den 1950er Jahren arbeitete Miller gelegentlich freiberuflich für verschiedene Magazine wie Vogue oder Life, vernachlässigte aber nach der Geburt ihres Sohnes ihre Arbeit und litt – mutmaßlich infolge der nicht verarbeiteten Erlebnisse – zunehmend an einer Kriegsneurose, bekam Depressionen und begann übermäßig zu trinken.

### Gourmetköchin
Sie fing sich wieder auf und erfand sich noch einmal neu. Gemeinsam mit ihrem Mann Roland Penrose lud sie im Verlauf der letzten beiden Jahrzehnte ihres Lebens geliebte Freunde auf den Landsitz in Sussex ein. Als talentierte Gourmetköchin verwöhnte sie diese mit Köstlichkeiten, griff wieder zu ihrer Kamera und porträtierte die weltberühmten Künstler wie Pablo Picasso, Joan Miró und Antoni Tàpies.
1966 wurde Roland Penrose zum Ritter geschlagen, Lee Miller wurde Lady Penrose.
Lee Miller starb am 21. Juli 1977 auf ihrem Anwesen, dem Farley Farm House in East Sussex, an den Folgen einer Krebserkrankung. Ihre Asche wurde über dem Kräutergarten der Farm ausgestreut.

## Werk
Lee Millers Arbeiten sind heute noch bekannt dank der Entdeckung ihres Bildmaterials und ihrer Texte durch ihren Sohn Antony Penrose und seine Frau Suzanne, die eigentlich auf dem Dachboden ihres Hauses nach einem Babyfoto von Lee Miller gesucht hatten. Sie fanden etwa 60 000 Negative, 20 000 Originalfotografien und rund 30 000 Manuskriptseiten und Briefe, die das Basismaterial der Lee Miller Archives darstellen. Ab den frühen 1980er Jahren wurden ihre Bilder und Artikel systematisch erfasst, aufgearbeitet und zahlreiche Fachbücher und Bildbände publiziert. Das Lee Miller Archives verwaltet die Nutzungsrechte an ihrem Geistigen Eigentum und beteiligt sich an Ausstellungen. Antony sagte einmal über seine Mutter, sie habe viele verschiedene Leben gelebt, vieles sei ihm selbst unbekannt geblieben, weil sie sich zu ihrem Selbstschutz selbst vor der eigenen Familie abzuschotten wusste. Millers bewegtes Leben wurde dem Sohn erst nach dem Tod der Mutter bewusst. Aus den zahlreichen gefundenen Briefen, Dokumenten und Fotografien ihres Nachlasses versuchte Antony Penrose, zusammen mit Zeitzeugen, eine schlüssige Biografie zu erhalten. Vieles über Lee Millers Person bleibt durch in Kriegszeiten verloren gegangenes Material jedoch unbekannt.

### „Images trouvées“
Für die surrealistischen Fotografien seiner Mutter führt Antony Penrose in seinem Essay den Begriff des image trouvée, in Anlehnung an das objet trouvé der Surrealisten ein: „Sie hat die Bilder aus ihrem Kontext gelöst und mit einer Bedeutung versehen, die über ihre ursprüngliche Aussage hinausging.“ Penrose stellt zudem in Frage, wie viele Fotografien wirklich Man Ray zuzuschreiben sind, der viele Arbeiten lieber seiner Assistentin überließ, um sich der Malerei zu widmen. Diese „wechselseitige Beeinflussung“ sei schwer zu unterscheiden, meint Penrose.

### „Lee Miller’s War“
Zu Lee Millers Hauptwerk zählt die fotojournalistische Berichterstattung vom Ende des Zweiten Weltkriegs für die amerikanische und die britische Vogue, die größtenteils postum unter dem Titel Lee Miller’s War 1992 von Antony Penrose, mit einem Vorwort von David E. Scherman, veröffentlicht worden ist. Die eindringliche, in manchen Passagen aber seltsam unbefangene Fotoreportage beginnt mit den Vorbereitungen zur Invasion der Alliierten in die Normandie, berichtet 1944 über die Befreiung von Saint-Malo und Paris und zeigt mit einem Besuch Pablo Picassos in dessen Pariser Atelier sowie den Porträts von Paul und Nusch Éluard, Cocteau oder Colette die verbliebenen Künstler aus Millers Bekanntenkreis. Behelfsmäßige Modefotografien im winterlichen Paris 1944/1945 und Features von Schauspielern wie Maurice Chevalier oder Marlene Dietrich sowie Fred Astaire bei der Truppenbetreuung vermitteln das Wiedererwachen der Kunst- und Kulturszene und implizieren gleichzeitig den „American Way of Life“ eines „normalen“ Nachkriegs-Alltags.
Die Bildreportage führt im Januar 1945 weiter durch die Ardennen, zeigt das zerstörte Elsass, die Überquerung des Rheins, Bilder der von Bomben zerstörten Städte Köln, Ludwigshafen und Frankfurt sowie das Zusammentreffen des 273. US-Infanterieregiments der 69. Division mit den Sowjettruppen am 26. April 1945 in Torgau. Lee Millers Kriegsbericht schließt mit der Befreiung der Konzentrationslager Buchenwald und Dachau. Die Bilddokumente spiegeln das Leid der ausgemergelten Gefangenen wider und zeigen die überwältigten, fassungslos wirkenden Lageraufseher, die mit blutverschmierten Gesichtern in die Kamera starren. Einige Fotos zeigen tote SS-Offiziere, die sich durch Suizid der Verantwortung entzogen hatten. Millers und Schermans Fotografien lassen das gesamte Ausmaß des Holocausts anhand der gezeigten Leichenberge und der menschlichen Gebeine in den geöffneten Krematoriumsöfen erahnen. Die Reportage endet mit einer Aufnahme des brennenden Berghofs auf dem Obersalzberg – von Lee Miller als „Adlernest in Flammen: der brennende Scheiterhaufen des Dritten Reichs“ betitelt.

## Farley Farm House

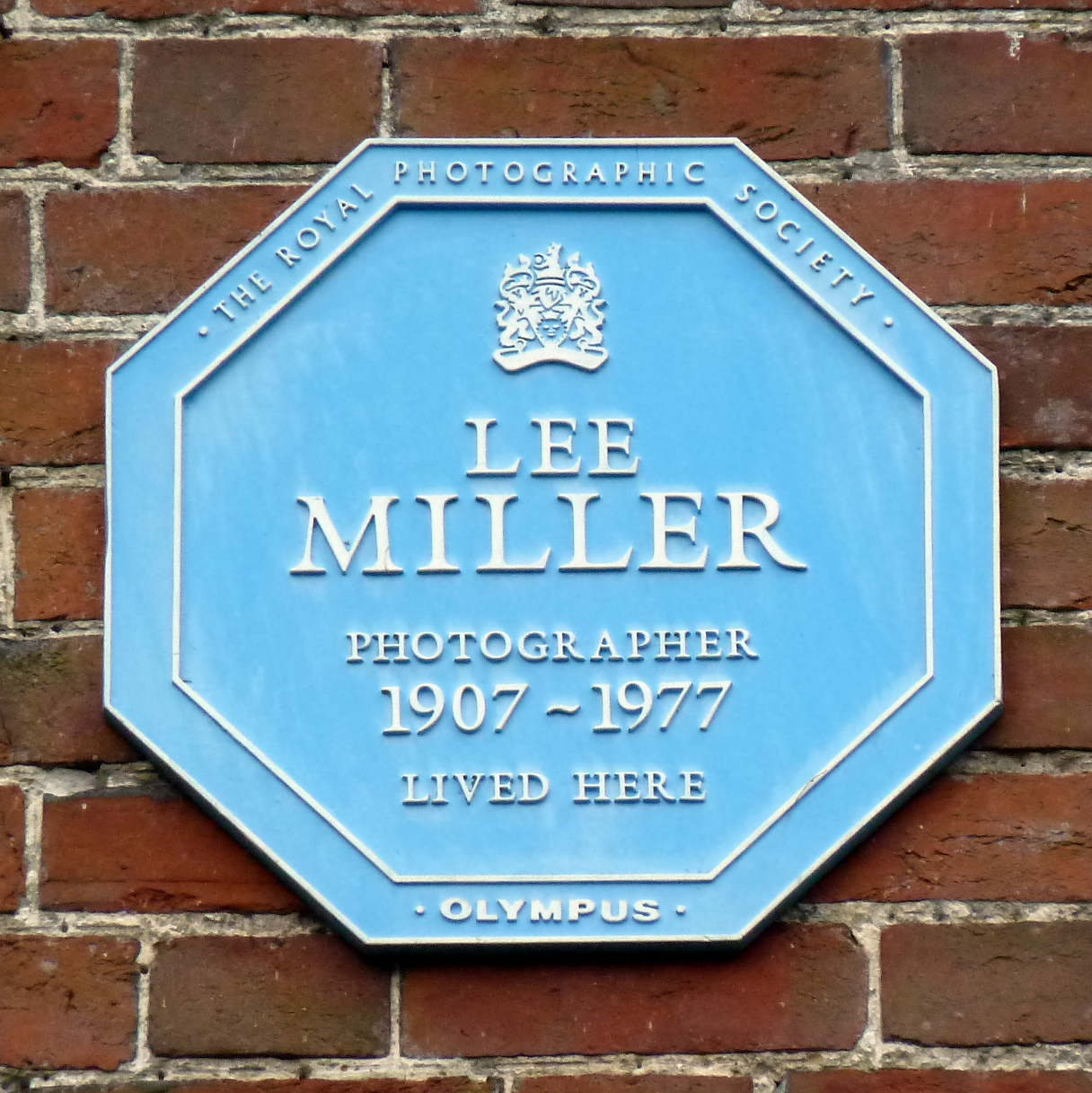
Blue Plaque am Farley Farm House

Das Anwesen von Lee Miller und Roland Penrose, Farley Farm House, umgeben von einem Skulpturengarten, gestaltet von Penrose, ist heute ein Museum mit zum Teil unveränderten Räumen wie Küche und Ateliers. Es enthält neben den Archiven die Kunstsammlung des Ehepaars. Neben eigenen Werken findet sich beispielsweise eine Sammlung von Werken befreundeter Künstler wie Pablo Picasso, Man Ray, Max Ernst und Joan Miró. Antony Penrose, der Gründer des Museums, schloss ebenfalls eine Galerie an, die lokale und aufstrebende Künstler in ihren Räumen zeigt.

## Publikationen
Portfolio
- Electricité. gemeinsam mit Man Ray, 1931.

Bildbände
- Lee Miller: Grim Glory: Pictures of Britain Under Fire. Text: Edward Murrow, Ernestine Carter (Hrsg.), Lund Humphries, London 1941.
  - Grim Glory. Lee Miller’s Britain at War. Lee Miller Archives Publishing, London 2020. ISBN 978-0-9532389-6-5.
- Lee Miller: Wrens in Camera. Text: K. Palmer, Vorwort: Laughton Mathews, Hollis and Carter. London. 1945.

postum
Reportagen und Fotos
- Lee Miller’s War: Photographer and Correspondent with the Allies in Europe 1944–45. Antony Penrose (Hrsg.), David E. Scherman (Vorwort), Condé Nast Books, New York 1992 (englisch).
  - Neuauflage: Thames & Hudson, New York 2005, ISBN 0-500-28558-6 (englisch).
  - deutsche Ausgabe: Lee Miller. Krieg. Mit den Alliierten in Europa 1944–1945. Reportagen und Fotos. Aus dem Englischen von Andreas Hahn und Norbert Hofmann. Edition Tiamat, Berlin 2013, ISBN 978-3-89320-178-5.[38]
  - Neuauflage: btb, München 2015. ISBN 978-3-442-74901-0.

## Musical
Millers Lebensgeschichte wurde im Jahr 2005 in ein Musical verwandelt. Unter dem Titel „Six Pictures of Lee Miller“ mit Musik und Texten des britischen Komponisten Jason Carr wurde dieses im Chichester Festival Theatre in West Sussex uraufgeführt.

## Filme

### Dokumentarfilme
- Liebe am Werk: Lee Miller & Man Ray. (OT: L’amour à l’œuvre – Lee Miller et Man Ray.) Dokumentarfilm, Frankreich, 2019, 26:22 Min., Buch und Regie: Stéphanie Colaux und Agnès Jamonneau, Produktion: Bonne Compagnie, arte France, Reihe: Liebe am Werk (OT: L’amour à l’œuvre. Couples mythiques d’artistes), Erstsendung: 28. April 2019 bei arte, Inhaltsangabe von ARD.
- Lee Miller – Der Weg auf die andere Seite des Spiegels. (OT: Lee Miller: Through the Mirror / Lee Miller ou la traversée du miroir.) Dokumentarfilm, Frankreich, 1995, 54 Min., Buch und Regie: Sylvain Roumette, Produktion: Terra Luna Films, arte France, Erstsendung: 1. September 2006 bei arte,[40][41]
- Lee Miller – Supermodel und Kriegsfotografin, Dokumentation von Theresa Griffiths, Großbritannien 2020. Erstsendung auf arte: 30. August 2020.[42]

### Biopic
- Die Fotografin (OT: Lee), 2023, Spielfilm von Ellen Kuras mit Kate Winslet in der Titelrolle; deutsche Premiere am 19. September 2024.

## Ausstellungen (Auswahl)
- Vergangene Ausstellungen sind aufrufbar mittels der Weblinks zu Lee Miller Archives und photography-now.com.
- The Art of Lee Miller. Victoria & Albert Museum, London, 15. September 2007 bis 6. Januar 2008.[43]
- Die Albertina in Wien zeigte vom 6. Mai bis zum 16. August 2015 ihr fotografisches Werk. Anschließend wurde die Ausstellung bis Februar 2016 im NSU Art Museum Fort Lauderdale präsentiert.[44] Darauf folgte der Martin-Gropius-Bau in Berlin.
- Lee Miller and Picasso. Scottish National Portrait Gallery, Edinburgh, 23. Mai bis 6. September 2015.[45]
- Lee Miller – Fotografien. Martin-Gropius-Bau, Berlin, 19. März bis 12. Juni 2016.[46]
- Fotografinnen an der Front. Von Lee Miller bis Anja Niedringhaus. Kunstpalast Düsseldorf, 8. März 2019 bis 6. Juni 2019[47]
- Lee Miller: To believe it (deutsch: „Um es glauben zu können“), Kunsthalle Erfurt, Erfurt, 9. August 2020 bis 18. Oktober 2020[48][49]
- Lee Miller – Fotografin zwischen Krieg und Glamour. Museum für Gestaltung Toni Areal, Zürich, 28. August 2020 bis 3. Januar 2021.[50][51][52]
- Lee Miller. Hautnah. Fotografien von 1940 bis 1946, Kunst- und Kulturstiftung Opelvillen, Rüsselsheim, 10. Februar bis 3. Oktober 2021.
- Lee Miller. Fotografin zwischen Krieg und Glamour. Bucerius Kunst Forum, Hamburg, 10. Juni bis 24. September 2023.
- Surrealist Lee Miller, Heide Museum of Modern Art, Melbourne, 2023/24.
- Lee Miller in Print. Museum Boijmans Van Beuningen, Rotterdam, 21. November 2023 bis 18. Februar 2024.[53]
- Lee Miller: A Photographer at Work (1932–1945), The Image Centre, Toronto, 2024.
- Lee Miller Photography, Amerikahaus München, 2025[54]
- Lee Miller in Print, FOMU, Fotomuseum in Antwerpen, 2025.